# Orezu
Orezu – wieś w Rumunii, w okręgu Jałomica, w gminie Ciochina. W 2011 roku liczyła 729 mieszkańców.